# 塞浦路斯經濟
塞浦路斯經濟被世界銀行列為高收入經濟體系，在2001年被國際貨幣基金組織列入發達經濟體系。1990年代，該國旅客人數因政局不穩和西歐經濟波動而出現波動，造成經濟增長速率不穩定。經濟狀況預計在2014年轉差。
2008年1月1日，該國加入歐元區，歐元取代塞浦路斯鎊成為官方貨幣，固定匯率為每0.585274塞鎊兌換1歐元。
2012至2013年期間，塞浦路斯出現金融危機，主導該國經濟事務。2013年3月，該國政府與歐元集團達成協議，把第二大銀行塞浦路斯大眾銀行（Cyprus Popular Bank）分拆，穩健部分將被塞浦路斯銀行吸納，而有問題的部分被清盤。政府需要在未保險存款方面大量削債，以換取來自歐盟委員會、歐洲央行和國際貨幣基金組織的100億歐元救助，主要受影響的是把該國作為稅務天堂的俄羅斯富翁，而10萬歐元或以下的存款保險不受影響。經過三年半的經濟衰退後，賽普勒斯於2015年第一季回復成長。

## 政府控制區域的經濟

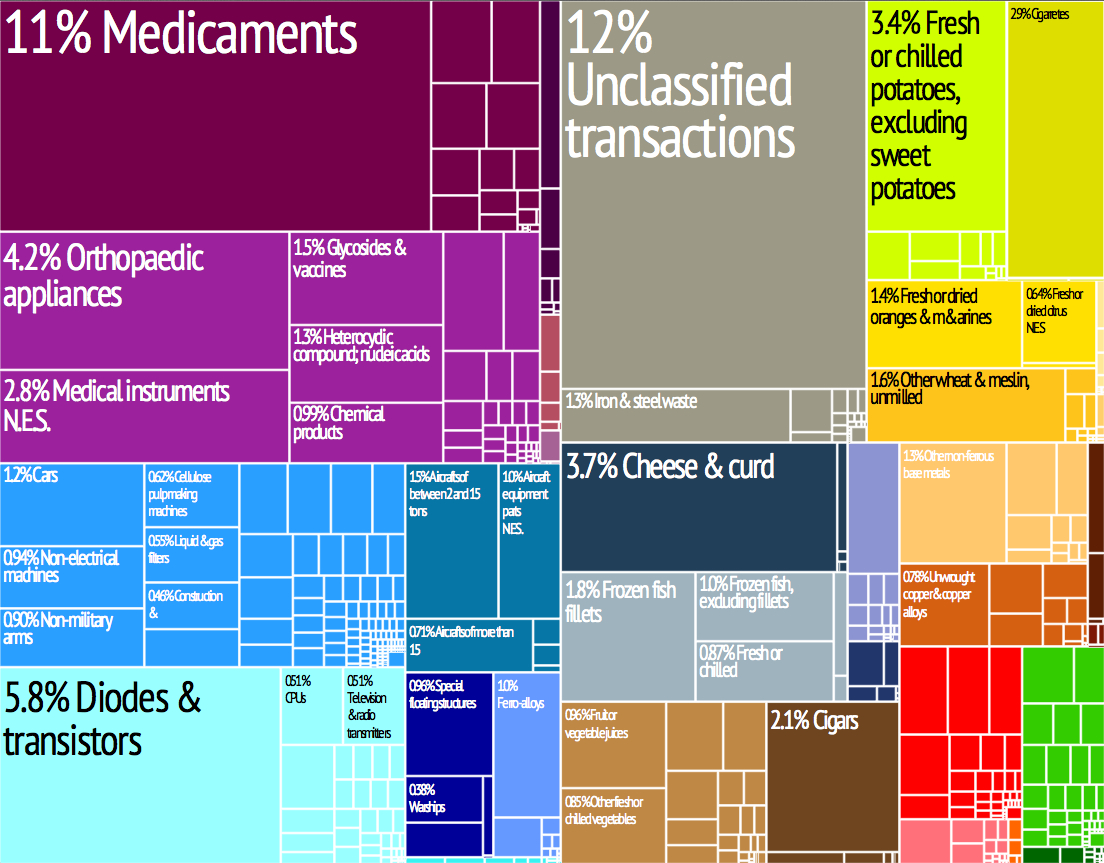
塞浦路斯出口圖表

塞浦路斯擁有開放、自由市場和以服務業為主導的經濟，另有少量輕工業，地理位置處於東西交匯點，國民受過教育和能說英語，本地成本溫和，航運和電訊設施良好。 
在1960年從英國獨立後，塞浦路斯經濟表現優秀，增長強勁、全民就業、情況相對穩定。在殖民時代不發達的農業經濟也發展成現代化經濟，服務業、工業和農業不斷變化，實體和社會基礎設施先進。2013年，塞浦路斯人均國內生產總值超過24,000元，是地中海地區最富有的國家之一。
塞浦路斯的生活水平不俗，人類發展指數屬於「非常高」級別，生活質量指數全世界排名23位。然而在超過三十多年不斷增長後，該國受到環球經濟衰退和歐洲主權債務危機影響，經濟在2009年萎縮，其公共財政狀況和日益增加的借貸成本最近備受關注。此外，在2011年7月，埃弗洛拉基斯海軍基地爆炸，為該國帶來沉重經濟負擔，估計損失約1-3億歐元，高達國內生產總值的17％。
在負面因素影響下，塞浦路斯過去數十年經濟成就尚算顯著。1974年，土耳其入侵塞浦路斯，持續佔領該島北部，造成社會混亂，對經濟造成嚴重打擊，農業、旅遊、採礦和採石業行業嚴重受創。島上七成生財資源流失，酒店及旅遊住宿減少65％，工業減產46％，採礦和採石業產量下降56％。此外，該國失去處理全國83％一般貨物的法馬古斯塔港的控制權，也關閉在緩衝地區的尼科西亞國際機場。
塞浦路斯實行以市場主導的經濟體系，政府推行健全的宏觀經濟政策，企業家靈活善變，勞動人口受過高等教育，均是該國經濟領域的成功因素。此外，經濟也受益於公營和私營機構之間的密切合作。
在過去30年中，塞浦路斯的經濟重心從農業轉移到輕工業和服務業，包括旅遊業的服務業佔國內生產總值近八成，僱用超過七成勞動人口。工業和建築業佔國內生產總值和勞動人口約五分之一，農業則只佔國內生產總值的2.1％和勞動人口的8.5％，土豆和柑橘是主要的出口農產品。 

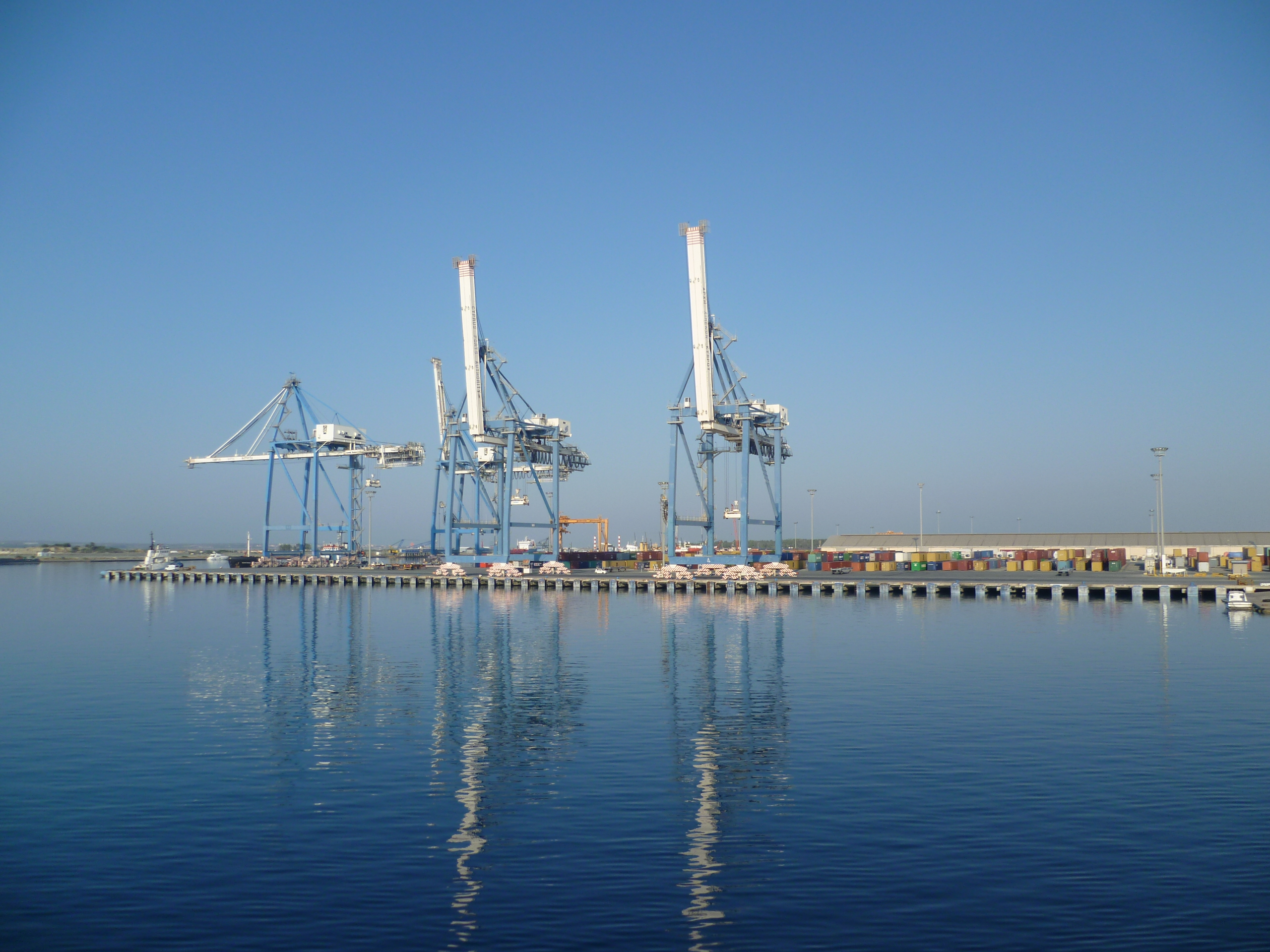
塞浦路斯最繁忙的港口利馬索爾

塞浦路斯在1980年代穩定增長，每年平均增長6.1％，但1990年代的經濟表現好壞參半，1992至1997年間實際國內生產總值分別增長9.7％、1.7％、6.0％、6.0％、1.9％和2.3％，顯示經濟因入境旅客數目而波動，需要發展多元化經濟。旅遊業和製造業的競爭力下降，在完成改變經濟結構前將繼續拖累經濟增長。塞鎊的匯率在2008年採用歐元之前被高估，導致通脹情況一直維持。
塞浦路斯的食物不能自給自足，在未發現海上天然氣時只有幾種已知的天然資源，因此貿易至關重要。貿易赤字持續增長，進口貨物包括燃料、大部分原材料、重型機械和運輸設備，超過一半貿易涉及歐盟其他國家，尤其是希臘和英國，兩成出口產品銷往中東地區。該國於1991年推出增值稅（VAT），現時15％的稅率是歐盟國家中最低水平。塞浦路斯於1995年批准關稅暨貿易總協定（GATT），1996年1月1日開始全面實施。

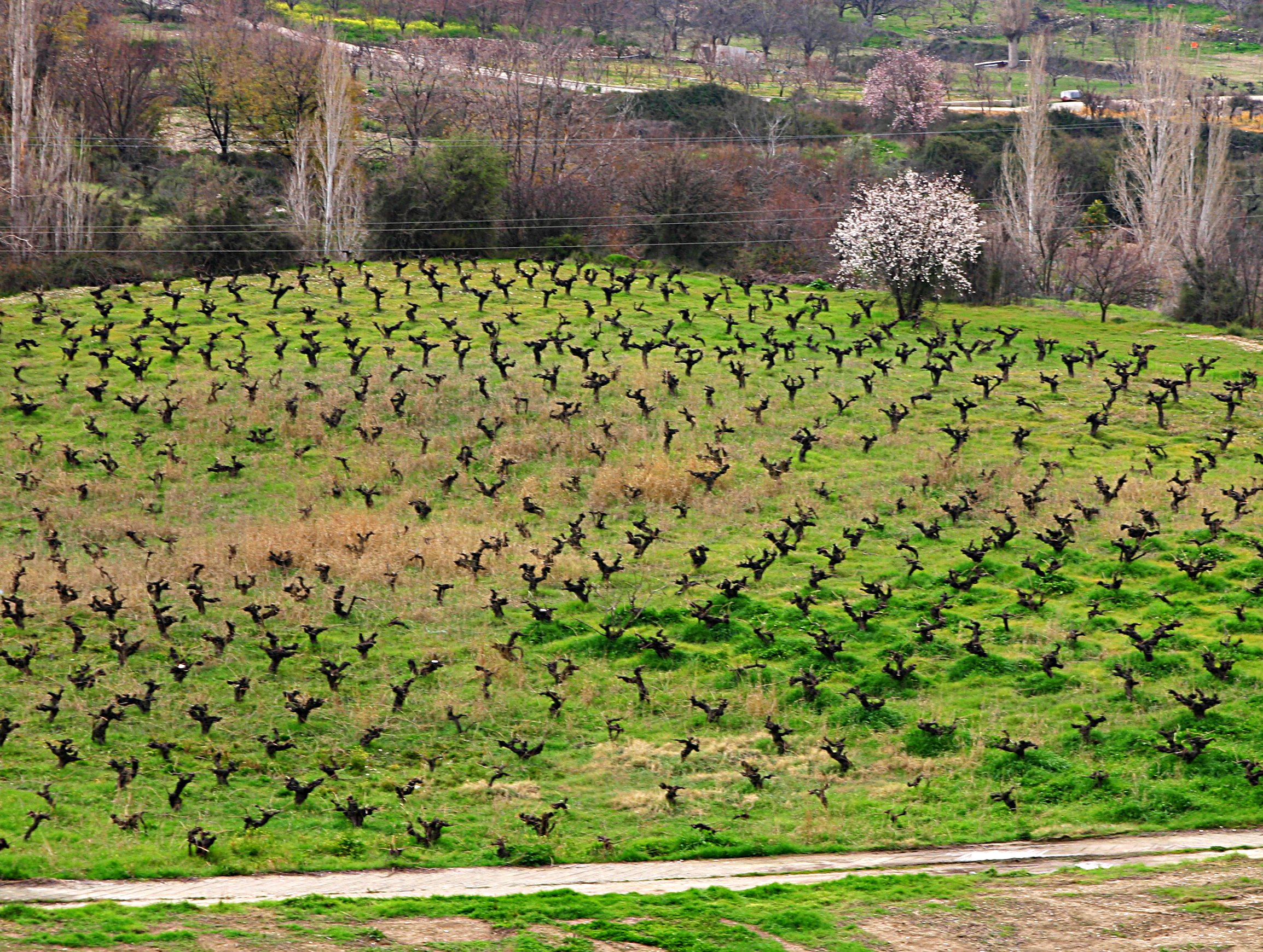
特羅多斯山的葡萄園。農業繼續僱用大部分勞動人口。

塞浦路斯申請加入歐盟的談判在1998年3月31日開始，直至2004年成為正式成員國才結束。

特羅多斯山的葡萄園。農業繼續僱用大部分勞動人口。

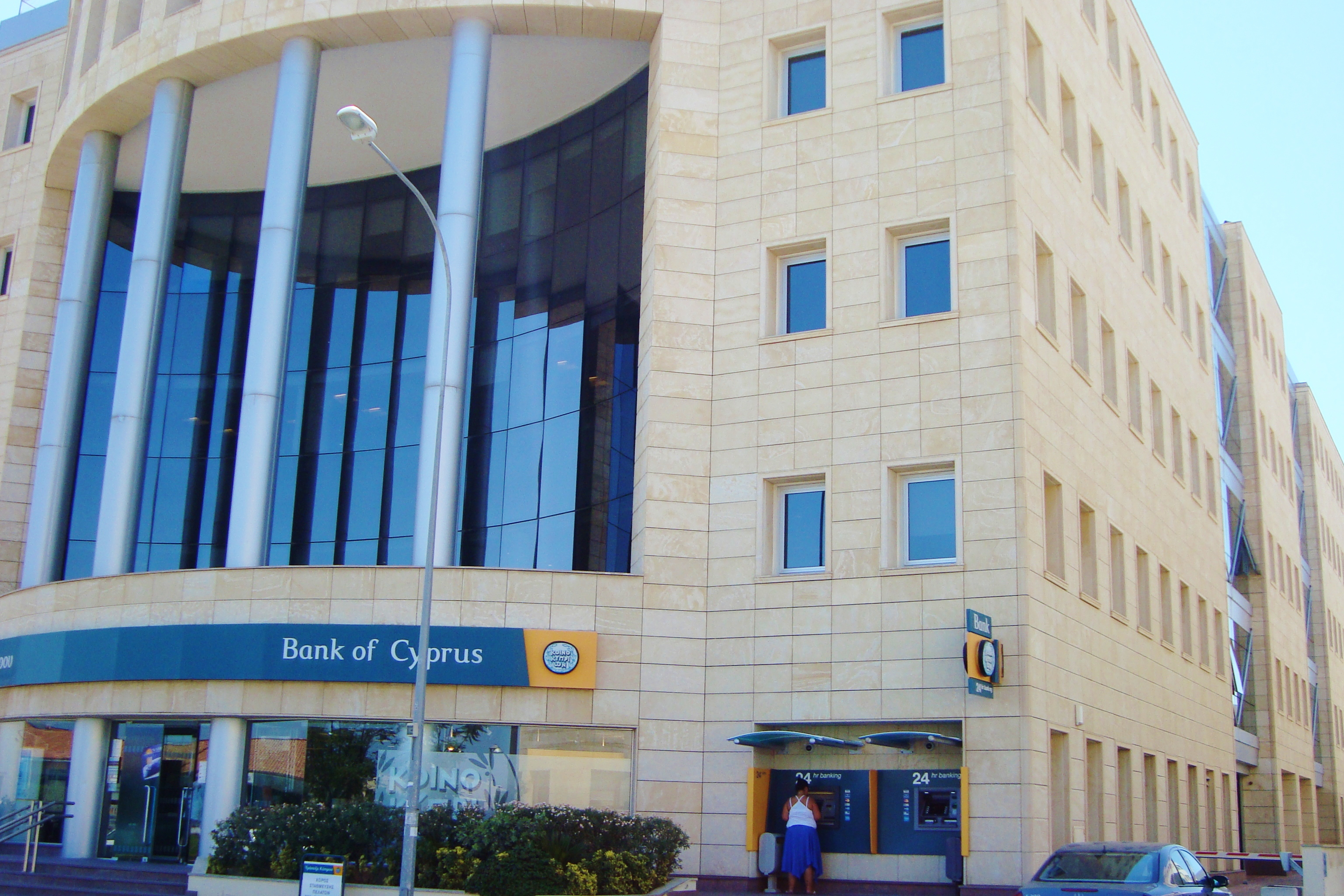
塞浦路斯銀行分行。

塞浦路斯是全世界第四大船舶登記地，登記船舶有2,758艘，總註冊噸位（Gross registered tons，簡稱GRTs）為2,550萬噸。該國允許外國船舶註冊，船舶來自希臘、德國、俄羅斯等超過43個國家。

### 投資環境
塞浦路斯的法律制度以英國法制為基礎，系統為大部分國際金融家所熟悉。該國的立法程序與歐盟的規範接軌，最終在2004年加入歐盟。當局移除對外國直接投資的限制，在許多情況下容許外商擁有100％股權。塞浦路斯證券交易所開放外國證券投資。
2002年，該國落實現代化、適合商務差旅的稅收制度，企業所得稅率為歐盟最低的10％。塞浦路斯與40多個國家簽訂避免雙重徵稅條約，也因作為歐元區的一員而沒有實施外匯限制，非居民和外國投資者可自由把在投資的所得款項匯離該國。

## 金融中心
蘇聯解體後，該國成為西方社會投資俄羅斯和東歐的熱門中途站。
最近，雖然俄羅斯和東歐國家仍然是該國最主要的投資地點，但西方國家經該國在亞洲（尤其是中國和印度）、南美洲和中東進行投資的金額增加。另外，歐盟以外的企業把塞浦路斯作為進入歐洲投資的入口處。商業服務業是該國增長最快速的行業，在金融危機削減銀行大額存款前較所有其他產業重要。塞浦路斯投資促進局（CIPA）在這方面功不可沒。

## 能源樞紐
地中海東部蘊藏大量天然氣，諾貝爾能源公司（Noble Energy）在以色列沿岸的利維坦氣田（Leviathan gas field）取得一定成果，現時在塞浦路斯以南水域挖鑽氣井。在塞浦路斯和以色列的合作會議上，雙方開展積極對話，探討興建天然氣站或傳輸管道，把天然氣輸往渴求能源的歐洲，以應對來自俄羅斯和中亞的同業競爭。
諾貝爾能源公司估計管道最快可以在2014或2015年啟用。勘察結果顯示塞浦路斯和以色列之間的地中海東部盆地蘊藏超過100萬億立方英尺（2.831萬億立方米）的未開發天然氣，幾乎相當於全世界的一年使用量。

## 航運樞紐
塞浦路斯是全世界最大型的船舶管理中心之一，約50間船舶管理公司和外國海事企業進行國際活動，大多數世界上最大型的船舶管理公司也在該國開設辦公室。塞浦路斯處於三大洲的交叉點，鄰近蘇伊士運河，商船運輸因此成為重要產業。按載重噸計算，該國在2005年擁有全世界第九大商船隊，在歐盟中位列第三。

### 貿易
2008年，塞浦路斯的貨物及服務出口和進口總額分別為15.3和86.89億美元，主要出口產品有柑橘類水果、水泥、土豆、成衣和藥品，而主要進口產品是消費品、機械、石油和其他潤滑劑、運輸設備和半製成品。

#### 出口及進口夥伴
希臘傳統上一直是塞浦路斯的主要出口和進口國，2007年佔貨物及服務出口總額的21.1％和進口總額的17.7％，其他主要貿易夥伴有英國和意大利。

## 歐元區危機
2012年，塞浦路斯受歐元區財政和銀行業危機影響。同年6月，政府宣布需要18億歐元的外國援助，以支持塞浦路斯大眾銀行（Cyprus Popular Bank），其後惠譽把該國的信貸評級下調至垃圾級別。惠譽表示，塞浦路斯將需要額外40億美元以支持該國銀行，降級主要是考慮到該國三大銀行（塞浦路斯銀行、塞浦路斯大眾銀行和希臘銀行）將面對希臘財政危機帶來的風險。
塞浦路斯財政部長在2012年6月指出，歐洲央行、歐盟委員會和國際貨幣基金組織的官員對該國經濟和銀行業開展深入調查工作，以評估所需融資金額。財政部否認該國可能被迫推行緊縮措施，類似措施在希臘造成動亂，但承認將會有一些「負面反響」。
2012年11月，國際貸款人在與塞浦路斯政府的緊急財政援助談判中，就銀行資本金比例和監管系統達成共識。商業銀行和合作社將受中央銀行和財政部監督，並設立核心一級資本比率以衡量財務實力，該比率在2013年底為9%，之後在2014年可能增加至10%。
2013年，受歐債危機困擾的賽普勒斯政府為獲得歐元區援助而決定向銀行儲戶收取存款稅，等同於強行沒收一部分銀行存戶的財產，挽救當地面臨破產的銀行業。根據徵稅建議，存款10萬歐元以下儲戶徵稅3%，10萬歐羅至50萬歐元之間徵收10%，超過50萬歐元按照15%的稅率徵稅。此前舊的方案為對存款10萬歐元以下儲戶的徵稅稅率為6.75%，超過這一水準為9.9%。此舉引起當地居民嘩然，當地多間銀行和提款機更出現擠兌情況。

## 土耳其族地區經濟
北塞浦路斯是土耳其族的聚居地，經濟規模只有政府控制區域的五分之一左右，而人均國內生產總值則是一半左右。該地區的實質政府（de facto administration）只獲土耳其承認，在安排境外融資遇上很大的困難，外國公司不願作出投資。農業和政府服務是經濟支柱，合共僱用大約一半勞動人口。
旅遊業也對經濟作出重要貢獻。此外，該地區的經濟因採用土耳其里拉為法定貨幣而遭受挫折，土耳其一直提供可觀的財政援助以彌補經濟弱點。該島的淡水資源短缺問題日益嚴重，當局計劃興建數間海水淡化廠。
兩族之間有明顯的經濟差距。雖然以自由市場的基礎運行，但缺乏私人和政府投資、技術勞工和經驗豐富的管理人員短缺、通貨膨脹、土耳其里拉貶值等問題繼續困擾該經濟。

### 與土耳其的貿易
迄今為止，土耳其是土耳其族地區的主要貿易夥伴，分別佔進口和出口總額的55%和48％。在一場可成為判例的的官司中，歐洲司法法院（ECJ）於1994年7月5日對英國進口北塞浦路斯農產品的做法作出不利裁決，該國只根據實質政府所授出的原產地證書和植物檢疫證書，但法院裁定歐盟成員國只可進口附有塞浦路斯共和國原產地證書的商品，土耳其族出口至歐盟的金額因而從1993年的3,640萬美元（出口總額的66.7％）大幅下降至1996年的2,470萬美元（出口總額的35％）。即使如此，歐盟仍然是北塞浦路斯的第二大貿易夥伴，分別佔進口和出口總額的35％和24.7％。
北塞浦路斯最重要的出口產品是柑橘和奶製品，其次是拉克酒、廢金屬和成衣。
土耳其族的經濟支柱，主要是來自土耳其的援助。土耳其在最新的經濟協議（簽於1997年1月3日）中承諾提供2.5億美元貸款，用於進行涉及公共財政、旅遊業、銀行業和私有化的項目。在2005年更換貨幣至土耳其新里拉之前，土耳其里拉一直每年經歷惡性通貨膨脹，其波動為土耳其族的生活水平帶來負面影響。
該地區的實質政府建立自由的外匯市場，准許居民持有外幣銀行賬戶，這鼓勵居住在國外的土耳其族匯款回國。

## 外部連結
- 中的“Cyprus Economic Development”